# Culture

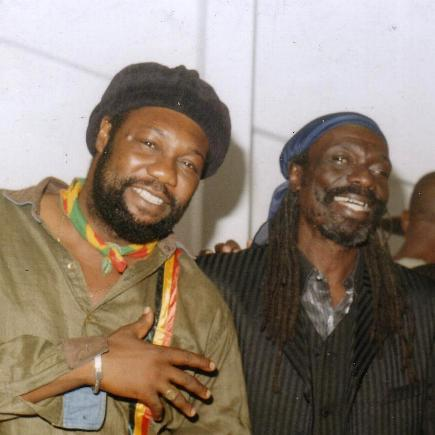
Waïpa Saberty und Joseph Hill (rechts)

Culture ist eine jamaikanische Reggae-Band. Die Band wurde 1976 von Joseph Hill gegründet. Ursprünglich wurde die Band African Disciples genannt.
Die Bandmitglieder waren bzw. sind:
- Joseph Hill (Leadsänger),
- Albert Walker (Backgroundsänger),
- Kenneth Dayes (Backgroundsänger).

Kurz nach der Gründung begannen sie mit Joe Gibbs und Eroll Thompson, den "Mighty Two", zusammenzuarbeiten und veröffentlichten einige Singles und schließlich 1977 ihr Debütalbum "Two Sevens Clash". Inspiriert vom Rastafari-Vordenker Marcus Garvey prophezeite der Song beim doppelten Zusammenkommen der Zahl Sieben am 7. Juli 1977 den Weltuntergang. Das Album habe die Musikszene Großbritanniens maßgeblich beeinflusst.
Im Laufe ihrer Karriere arbeiteten Culture unter anderem mit Produzentin Sonia Pottinger und vielen bekannten Musikern, wie etwa Robbie Shakespeare, Sly Dunbar, Ansel Collins, Cedric Brooks und dem Percussionisten Sticky zusammen. Im Jahre 1982 trennte sich die Band, um verschiedene Soloprojekte zu verwirklichen. 1986 kamen die Mitglieder aber wieder zusammen und veröffentlichten viele weitere Alben. Die Band war auf vielen Bühnen der Welt präsent und auf vielen Festivals rund um den Globus anzutreffen. Im August 2006 starb plötzlich und überraschend der Frontmann und Bandgründer Joseph Hill auf ihrer Europatournee in Berlin. Sein Part in der Band wird seitdem von seinem Sohn Kenyatta Hill übernommen.

## Diskografie
| - Two Sevens Clash (1977) - Baldhead Bridge (1978) - Africa Stand Alone (1978) - Harder Than the Rest produced by Sonia Pottinger (1978) - Culture in Dub: 15 Dub Shots (1978) - Cumbolo produced by Sonia Pottinger (1979) - International Herb produced by Sonia Pottinger (1979) - More Culture aka „Innocent Blood“ (1981) - Lion Rock (1982) - Culture at Work (1986) - Culture in Culture (1986) - Nuff Crisis (1988) - Good Things (1989) - Rare and Unreleased Dub Revolver Records (1989) | - Three Sides to My Story (1991) - Wings of a Dove (1992) - Trod On produced by Sonia Pottinger (1993) - One Stone (1996) - Stoned(is One Stone in Dub engineered by Fathead and Jim Fox) (Ras, 1997) - Trust Me (1997) - Cultural Livity: Culture Live ’98 (Live) (1998) - Payday (2000) - Humble African (2000) - Scientist Dubs Culture into a Parallel Universe (2000) - Live in Africa (2002) - Live in Negril (2003) - World Peace Rounder (2003) - Pass the Torch (Tafari Records)(2007) - Stand Strong (2017) |